# Rosa Chumbe
Rosa Chumbe es una película dramática peruana de 2015, dirigida por Jonatan Relayze. Fue seleccionada como candidata para la Mejor Película de Lengua Extranjera por Perú en la edición 90 de Premios Óscar, pero no fue nominada.

## Argumento
Ambientada durante la festividad religiosa del Señor de los Milagros, en octubre, una apática, ludópata y alcohólica mujer policía limeña debe cuidar de su nieto después de que su hija le robe los ahorros y abandone a su bebé.

## Reparto
- Liliana Trujillo como Rosa Chumbe.
- Cindy Díaz como Sheila.
- Franco Diaz como el bebé.
- Jorge Ramírez como el Capitán de la policía.
- Daisy Ontaneda como la esposa infiel del Capitán.
- Gordo Casaretto como él mismo.

## Producción
Originalmente la película se tituló Etransrosa. Existieron hasta 11 versiones del guion antes del rodaje. La película fue estrenada en agosto de 2015 en el Festival de Cine de Lima, donde obtuvo el premio a Mejor Película Peruana. Aun así fue estrenada en cines en junio de 2017 debido a problemas con las distribuidoras peruanas. Rosa Chumbe ha sido elogiada por la crítica peruana, sucediendo todo lo contrario con la internacional. A pesar de ello, la ópera prima de Relayze ha participado en más de 40 festivales, ganando diversos premios.

## Festivales, premios y nominaciones
| Año  | Lugar                                                                                  | País                 | Categoría                                                         | Resultado   | Notas  |
| ---- | -------------------------------------------------------------------------------------- | -------------------- | ----------------------------------------------------------------- | ----------- | ------ |
| 2012 | Concurso de Proyectos de Obras Cinematográficas de Largometraje 2012 (como Etransrosa) | Perú                 | -                                                                 | Ganadora    | [ 12 ] |
| 2015 | Festival de Cine de Lima                                                               | Perú                 | Mejor película peruana                                            | Ganadora    | [ 6 ]  |
| 2015 | Festival de Cine de Montreal                                                           | Canadá               | FIPRESCI Prize                                                    | Ganador     |        |
| 2015 | Festival de Cine de Montreal                                                           | Canadá               | Mención especial del jurado para ópera prima                      | Ganador     |        |
| 2015 | Festival de Cine de Montreal                                                           | Canadá               | Golden Zenith                                                     | Nominado    |        |
| 2015 | Festival Internacional de Cine de El Cairo                                             | Egipto               | -                                                                 | Incluida    | [ 13 ] |
| 2016 | Semana del Cine Universidad de Lima                                                    | Perú                 | Mención especial                                                  | Ganadora    | [ 5 ]  |
| 2016 | Festival de Cine de Trujillo                                                           | Perú                 | Mejor película                                                    | Ganadora    | [ 5 ]  |
| 2016 | BAFICI                                                                                 | Argentina            | Mejor actriz - Selección Oficial Internacional (Liliana Trujillo) | Ganadora    | [ 14 ] |
| 2016 | BAFICI                                                                                 | Argentina            | Mención especial - Selección Oficial Internacional                | Ganadora    | [ 14 ] |
| 2016 | BAFICI                                                                                 | Argentina            | Mejor película - Selección Oficial Internacional                  | Incluida    | [ 14 ] |
| 2016 | Festival de Quito                                                                      | Ecuador              | Premio del Jurado                                                 | Ganadora    | [ 15 ] |
| 2016 | Cine Las Americas International Film Festival                                          | Estados Unidos       | Premio del Jurado a la Mejor película narrativa                   | Ganadora    | [ 16 ] |
| 2016 | Festival Internacional de Cine de Gijón                                                | España               | Sección Rellumes                                                  | Incluida    | [ 17 ] |
| 2016 | DIVA Film Fest                                                                         | Chile                | Mejor actriz (Liliana Trujillo)                                   | Ganadora    | [ 18 ] |
| 2016 | DIVA Film Fest                                                                         | Chile                | Mejor dirección de arte (Aaron Rojas)                             | Ganador     | [ 18 ] |
| 2016 | Chicago Latino Film Festival                                                           | Estados Unidos       | Movies for grouwnups                                              | Incluida    | [ 19 ] |
| 2017 | Festival de Cine de Fuengirola                                                         | España               | Mejor actriz (Liliana Trujillo)                                   | Ganadora    | [ 20 ] |
| 2017 | Festival de Cine de Fuengirola                                                         | España               | Canopus de Oro a la Mejor película                                | Ganadora    | [ 21 ] |
| 2018 | Festival de Cine Global Dominicano                                                     | República Dominicana | Opera Prima Ficción                                               | Incluida    | [ 22 ] |
| 2018 | Premios Óscar                                                                          | Estados Unidos       | Mejor Película de Lengua Extranjera                               | Prenominada | [ 7 ]  |
| 2018 | Premios APRECI (Asociación Peruana de Prensa Cinematográfica)                          | Perú                 | Mejor película                                                    | Ganadora    | [ 23 ] |
| 2018 | Premios APRECI (Asociación Peruana de Prensa Cinematográfica)                          | Perú                 | Mejor actriz (Liliana Trujillo)                                   | Ganadora    | [ 23 ] |
| 2018 | Premios APRECI (Asociación Peruana de Prensa Cinematográfica)                          | Perú                 | Mejor actriz de reparto (Cindy Díaz)                              | Ganadora    | [ 23 ] |